# Louis Hayward
Louis Charles Hayward (* 19. März 1909 in Johannesburg, Südafrika; † 21. Februar 1985 in Palm Springs, Kalifornien) war ein britischer Film- und Theaterschauspieler.

## Leben
Louis Hayward zog bereits kurz nach seiner Geburt mit seinen Eltern von Südafrika nach England, wo er in London die Schulausbildung genoss und seine Kindheit und Jugend verlebte. Als junger Mann war er kurze Zeit Manager eines Londoner Nachtclubs; dennoch wusste er, dass er Schauspieler werden wollte. Sein Filmdebüt gab er 1932 in George Kings Filmromanze Self Made Lady.
Hayward kam 1934 in die Vereinigten Staaten, wo er von Januar bis März 1935 in Noël Cowards Theaterstück Point Valaine am Broadway zu sehen war. Es war sein einziger Auftritt am Broadway, denn unmittelbar danach wurde er von Hollywood entdeckt. So stand er unter anderem 1938 in The Saint in New York als erster Schauspieler in der Rolle des Simon Templar vor der Kamera.
Anfang der 1940er Jahre wurde er als Soldat in den Zweiten Weltkrieg geschickt, wo er im United States Marine Corps (USMC) bis in den Rang des Captains befördert wurde. Im November 1943 kämpfte er in der Schlacht um die Gilbertinseln und filmte dabei den 18-minütigen Kurzfilm With the Marines at Tarawa. Der Film, der ohne professionelle Schauspieler auskam, und der die Schrecken der Schlacht mit knapp 8000 Toten auf beiden Seiten aufzeigt, wurde 1945 mit dem Oscar in der Kategorie Bester Dokumentar-Kurzfilm ausgezeichnet. Allerdings wurde nicht Hayward, sondern das USMC mit dem Oscar gewürdigt.
Hayward konnte nach dem Krieg mühelos an seine Karriere als Schauspieler anknüpfen. Zwischen 1954 und 1955 übernahm er die Hauptrolle in der kurzlebigen Fernsehserie The Lone Wolf. Ebenfalls nur von kurzer Dauer war sein Engagement für die Fernsehserie The Pursuers, in der Hayward von 1961 bis 1962 zu sehen war. Seine letzte Rolle übernahm er 1974 als Gastdarsteller in der Fernsehserie The Magician.
Louis Hayward war dreimal verheiratet. Von 1938 bis 1945 war die Schauspielerin Ida Lupino seine Ehefrau. In zweiter Ehe war er zwischen 1946 und 1950 mit Peggy Morrow Field verheiratet. 1953 heiratete er June Hanson, mit der er bis zu seinem Tod verheiratet blieb. Mit Hanson bekam Hayward sein einziges Kind, Sohn Dana, der im Januar 2007 verstarb. Mehrere Quellen berichteten ab Mitte der 90er Jahre über eine langjährige homosexuelle Beziehung Haywards mit seinem Freund Noël Coward.
Louis Hayward starb im Februar 1985, im Alter von 75 Jahren, an einem Bronchialkarzinom.

## Filmografie (Auswahl)
- 1932: Self Made Lady
- 1936: Ein rastloses Leben (Anthony Adverse)
- 1937: In den Fesseln von Shangri-La (Lost Horizon)
- 1938: Wirbelwind aus Paris (The Rage of Paris)
- 1939: Der Mann mit der eisernen Maske (The Man in the Iron Mask)
- 1940: Die Irrwege des Oliver Essex (My Son, My Son!)
- 1940: Die Stunde der Vergeltung (The Son of Monte Cristo)
- 1940: Dance, Girl, Dance
- 1941: Das Geheimnis der drei Schwestern (Ladies in Retirement)
- 1945: Das letzte Wochenende (And Then There Were None)
- 1946: Flucht von der Teufelsinsel (The Return of Monte Cristo)
- 1948: Achtung! Atomspione! (Walk a Crooked Mile)
- 1948: Ohne Erbarmen (Ruthless)
- 1948: Schwarze Pfeile (The Black Arrow)
- 1949: Piraten von Capri (I Pirati di Capri)
- 1950: Das Todeshaus am Fluß (House by the River)
- 1950: Liebe unter schwarzen Segeln (Fortunes of Captain Blood)
- 1951: Das zweite Gesicht des Dr. Jekyll (The Son of Dr. Jekyll)
- 1951: Der nächtliche Reiter (The Lady and the Bandit)
- 1952: Die Frau mit der eisernen Maske (Lady in the Iron Mask)
- 1952: Die schwarze Isabell (Captain Pirate)
- 1953: Geheimkommando Afrika (The Royal African Rifles)
- 1954: Todesroulette (The Saint’s Girl Friday)
- 1954–1955: The Lone Wolf (Fernsehserie, 39 Folgen)
- 1961–1962: Die Verfolger (The Pursuers) (Fernsehserie, 41 Folgen)
- 1965: Maledetto Gringo (Il magnifico straniero)
- 1966: Joe Navidad
- 1967: Chuka
- 1973: Der Bucklige vom Horror-Kabinett (Terror in the Wax Museum)
- 1974: Der Magier (The Magician) (Fernsehserie, eine Folge)

## Auszeichnungen
- Zwei Sterne am Hollywood Walk of Fame (Kategorie Film und Kategorie Fernsehen)